# 日本とグアテマラの関係
日本とグアテマラの関係（スペイン語: Relaciones Guatemala-Japón、英語: Japan–Guatemala relations） では、日本とグアテマラの関係について概説する。日本とグアテマラは断交した第二次世界大戦時を除き、一貫して友好関係にある。

## 両国の比較
|             | グアテマラ                  | 日本                           | 両国の差                   |
| ----------- | --------------------------- | ------------------------------ | -------------------------- |
| 人口        | 1660万4026人（2019年）      | 1億2626万人（2019年）          | 日本はグアテマラの約7.6倍  |
| 国土面積    | 10万8889 km²                | 37万7972 km²                   | 日本はグアテマラの約3.5倍  |
| 首都        | グアテマラシティ            | 東京都                         |                            |
| 最大都市    | グアテマラシティ            | 東京都区部                     |                            |
| 政体        | 共和制 大統領制             | （立憲君主制）議院内閣制       |                            |
| 公用語      | スペイン語                  | 日本語（事実上）               |                            |
| 国教        | なし                        | なし                           |                            |
| GDP（名目） | 767億1035万米ドル（2019年） | 5兆819億6954万米ドル（2019年） | 日本はグアテマラの約66.2倍 |
| 地図        |                             |                                |                            |

## 歴史

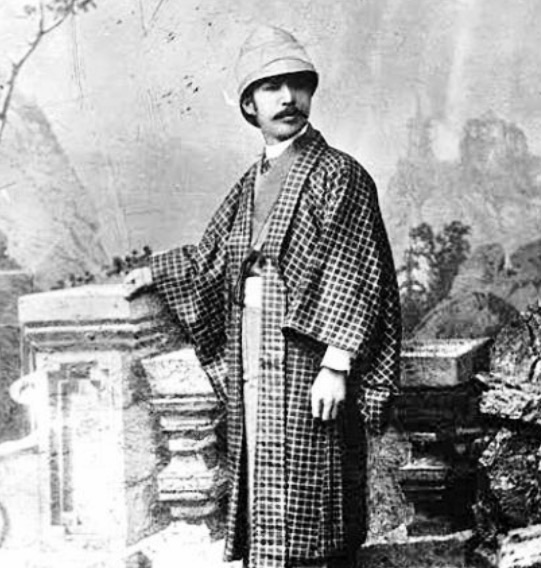
屋須弘平。洗礼名はJuan José de Jesús Yas

グアテマラに最初に渡った日本人としては、1870年代、岩手県出身の屋須弘平がアンティグア市において写真業を営み、日本の最も古いグアテマラ移民として、またグアテマラの初期の写真家として貴重な記録を多数残している。その後1893年にはハワイでの労働契約を終えた日本人132名がグアテマラに移住したが、これはラテンアメリカ最初の組織移住と言われている1897年のメキシコチアパス州の「榎本移民」に先立つこと4年であった。その後これらの移住者たちは、劣悪な労働条件等に悩まされ、メキシコに逃れた者もあり、後続の移住者もなかったため、グアテマラ移住はそれ以上の進展を遂げることはなかった。
1935年2月20日に正式に外交関係が樹立される。当初は他の中米諸国同様に、在メキシコ日本帝国公使館が在グアテマラ日本帝国公使館を兼轄した。一方でグアテマラは、在中華民国グアテマラ大使館が日本を兼轄。しかし1941年12月9日、第二次世界大戦によりグアテマラは大日本帝国に対して宣戦布告。大規模な軍事衝突はなかったものの、ここで外交関係は一時途絶した。戦後の1954年9月23日にはグアテマラがサンフランシスコ平和条約を批准して国交が回復すると、1955年7月1日には在メキシコ日本国大使館の兼轄として在グアテマラ日本国公使館が復活した。
1956年9月15日、グアテマラの独立記念日に際し、昭和天皇からグアテマラ大統領に祝電を送り、同年9月26日に答電が寄せられた。以降、祝電の発送が恒例化される。
1964年3月20日には公使館が大使館へと昇格し、1967年1月27日には在グアテマラ日本国大使館実館が開設して兼轄が解消された。一方、日本に駐日グアテマラ大使館が開設されたのは1964年であった。
2018年には標高3000メートルを越える活火山・フエゴ山で大規模な噴火が発生した。火山灰等を含んだ噴煙は海抜10000m以上まで吹き上げ 、火山灰はフエゴ山から40km離れた首都グアテマラシティでも観測。これにより同市にあるラ・アウロラ国際空港が閉鎖されて国外との往来はストップし莫大な経済損失が発生、さらには火砕流が周辺の集落を直撃し、最終的には死者113人・行方不明者332人を出した。これは過去百年のグアテマラの火山災害で最も深刻なもので、これを受け日本政府はグアテマラに緊急支援を実施している。

## 要人往来

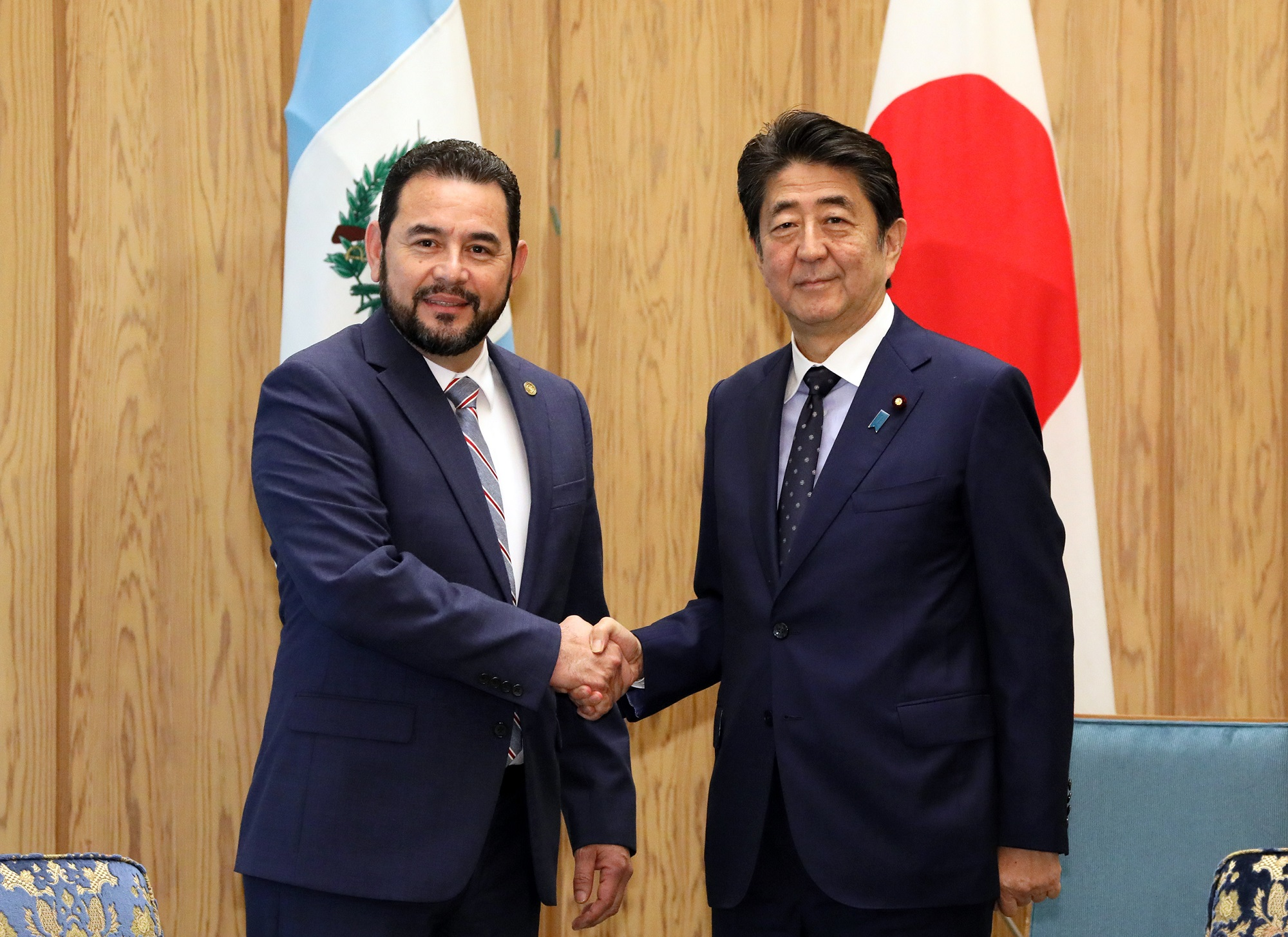
日・グアテマラ二国間会談（2019年10月）

2001年5月にはグアテマラ大統領アルフォンソ・ポルティージョが訪日し、当時の総理大臣小泉純一郎と首脳会談を実施、関係強化が図られた。2005年8月には日本・中米首脳会談のため大統領オスカル・ベルシェが訪日。続く2010年10月には大統領アルバロ・コロンが訪日して当時内閣総理大臣を務めていた菅直人と首脳会談を実施し、日本とグアテマラの外交関係75周年が祝われたほか、日本の常任理事国参入をグアテマラは支持した。2019年には即位の礼に際して訪日した大統領ジミー・モラレスが安倍晋三と首脳会談を実施し、グアテマラ側から日本の経済的な支援について感謝の意が述べられている。
一方、日本側は総理大臣のグアテマラ訪問は実施した事がない。しかし、新たな大統領の就任式には殆どの場合特派大使を派遣するなど、友好関係をアピールしている。1991年ホルヘ・セラーノ・エリアスの大統領就任式には小渕恵三が、1996年アルバロ・アルスの大統領就任式には山口鶴男が、2000年アルフォンソ・ポルティージョの大統領就任式には近江巳記夫が、2004年オスカル・ベルシェの大統領就任式には森山眞弓が、2008年アルバロ・コロンの大統領就任式には山口泰明が、2012年オットー・ペレス・モリーナの大統領就任式には外務副大臣の山根隆治が、2020年のアレハンドロ・ジャマテイの大統領就任式には再び山口泰明が特派大使として派遣されている。

## 経済交流

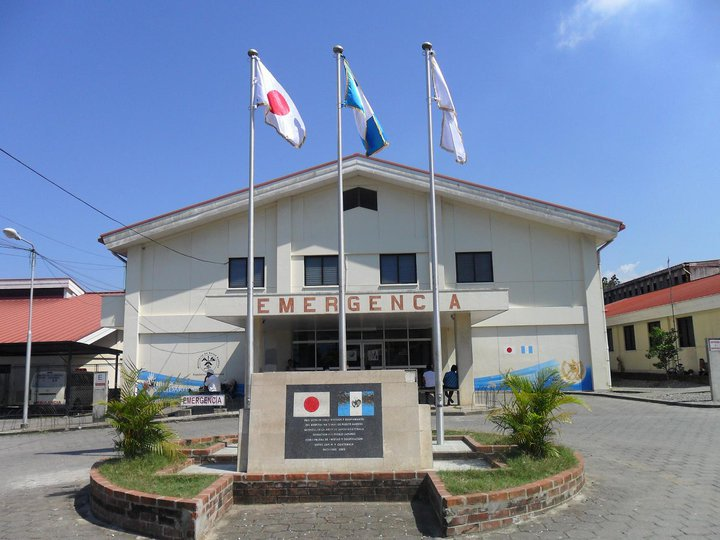
プエルトバリオス病院

2018年までの日本のグアテマラ援助実績は1100億円を超えており、主要なグアテマラ開発援助国である。主なODAは、第二の都市ケツァルテナンゴにおける給水システムの構築・改善や、地下水の開発、地方の浄水場の整備など、水にまつわる支援が多い。また、グアテマラはハリケーン、火山、地震などの災害大国であり、日本はグアテマラに緊急援助を行った経験も多い。その事から、防災面では緊密な連携が取られており、技術提供も数多く実施されてきた。2011年の東日本大震災の際にグアテマラ政府は、レトルトハンバーグ、飲料水、栄養剤10万人分を供与した。
そのほか、2004年には日本の支援で国立プエルトバリオス病院が建設された。
貿易では、グアテマラの2018年対日輸出は114億円に対し、対日輸入264億円とグアテマラ側の大幅な赤字となっている。輸出品は主にコーヒー、胡麻、フルーツ、カルダモン、バナナなどであり、特にコーヒーは2017年には日本に3万トンを輸出、日本にとってはブラジル、ベトナム、コロンビア、インドネシアに次ぐ第五位のコーヒー輸入国となるなど、重要な供給国である。ゴマに関しても、日本は99％を輸入に頼っているが、そのうちグアテマラはパラグアイ、ナイジェリア、ミャンマー、タンザニア、スーダン、ブルキナファソなどと並ぶ主要な供給国である。一方で日本は鉄鋼や自動車を輸出している。
科学技術面でも協力関係にある。2020年4月にはグアテマラ初の超小型人工衛星ケツァル1が宇宙へ飛び立ったが、射出が実施されたのは国際宇宙ステーション（ISS）の日本実験棟「きぼう」からであった。また開発の段階から宇宙航空研究開発機構（JAXA）による協力を受けていた。

## 文化交流
グアテマラにかつて栄えたマヤ文明は日本で人気を博しており、マヤ文明展などが様々な博物館で開かれている。このように考古学的な交流があり、マヤ文明関連を研究する日本人としては、マヤ文字、マヤ諸語を研究する八杉佳穂、グアテマラのアグアテカ遺跡とセイバル遺跡を調査した青山和夫などがいる。
一方グアテマラでは国立サン・カルロス大学などで日本語教育が行われているほか、若者を中心に日本のポップカルチャーが浸透しつつある 。
また、両国ともに野球が人気スポーツという特徴がある。その事から、グアテマラの野球界では日本人の安井大介が活躍している。さらに、サッカーも両国共通の人気スポーツであり、グアテマラのサッカー界では日本人の今井祐介と間瀬秀一がプレーした経験を持つ。

## 外交使節

### 駐日グアテマラ大使・公使

#### 駐日グアテマラ公使
1954年から1960年まで台北の在中華民国公使館による兼轄

#### 駐日グアテマラ大使

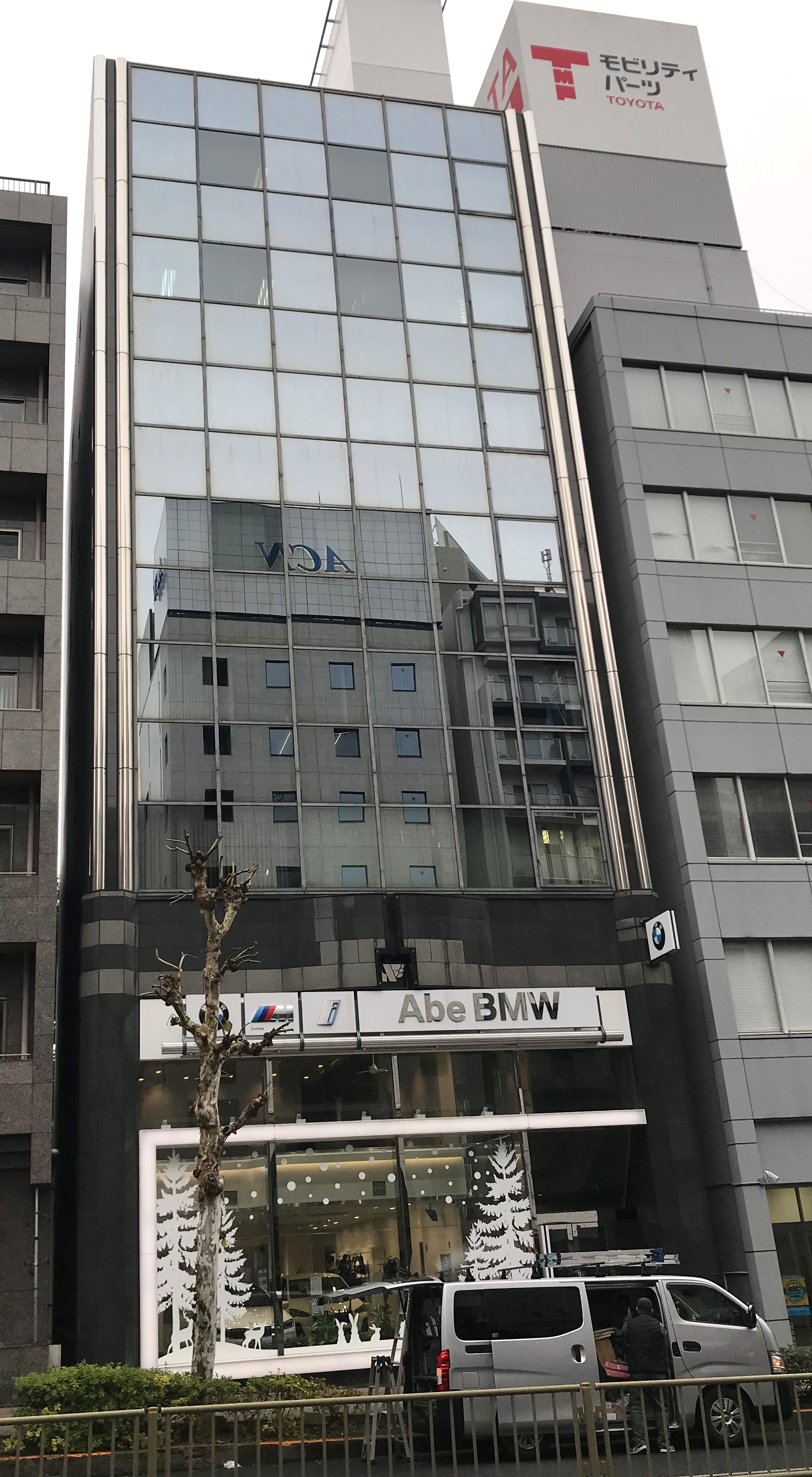
駐日グアテマラ大使館が入居する東麻布アベビル

- ロドルフォ・エスピノサ・サンチェス（台北常駐、1960～1961年）
- ウンベルト・ビスカイノ（台北常駐、1961～1963年）
- ラミロ・ヘレダ・アストゥリアス（台北常駐、1963～1964年）
- カルロス・エンリケ・モリナ・ムニョス（1964～1968年）[35]
- ラファエル・コントレラス・サラビア（1968～1970年）[35]
- カルロス・エンリケ・モリナ・ムニョス（再任、1970年～）[35]
- ホセ・アルベルト・サンドバル・コフルン（1984～1986年[36]）
- （臨時代理大使）マヌエル・エバンドロ・パロモ・ペラルタ（1989年以前[37]～）
- フリオ・アルベルト・メリダ・カステジャーノス[38]（～1990年[39]）
- ？？？？（1990～1993年[40]、信任状捧呈は9月28日[41]）
- フェルナンド・ゴンサレス・ダビソン（1994～1997年、信任状捧呈は7月11日[42]）
- ホセ・マリア・アルゲタ・シフエンテス（1997～2000年、信任状捧呈は11月6日[43]）
- アントニオ・ロベルト・カステジャーノス・ロペス（2000～2003年、信任状捧呈は7月27日[44]）
- （臨時代理大使）ベロニカ・レティシア・グラヘダ・カスティージョ（2003年）
- アルトゥロ・ロメオ・ドゥアルテ・オルティス（ウクライナ語版）（2003～2008年、信任状捧呈は8月4日[45]）
- バイロン・レネ・エスコベド・メネンデス（2008～2014年[46]、信任状捧呈は5月20日[47]）
- （臨時代理大使）クリストバル・アダルベルト・エレラ・ドゥボン（2014～2015年）
- アンヘラ・マリア・デ・ロウルデス・チャベス・ビエティ（2015～2019年、信任状捧呈は10月19日[48]）
- （臨時代理大使）ディエゴ・アレハンドロ・ウビコ・アギラル（2019年）
- クリストバル・アダルベルト・エレラ・ドゥボン（臨時代理大使と同一人物、2019～2022年、信任状捧呈は8月8日[49]）
- （臨時代理大使）ディエゴ・アレハンドロ・ウビコ・アギラル（2022年）
- マヌエル・エストゥアルド・ロルダン・バリジャス（2022年～、信任状捧呈は2023年4月19日[50]）